# Muhafaza Bekaa
Muhafaza Bekaa (arab. البقاع = Al-Bika) – muhafaza we wschodnim Libanie.
Gubernatorstwo dzieli się na 5 dystryktów:
- Kada Zahla
- Kada Hirmil
- Kada Raszaja
- Kada Al-Bika al-Gharbi
- Kada Baalbek